# НФ борд
НФ борд (енгл.  — „Одбор нових фудбалских федерација”) је међународна фудбалска конфедерација која окупља фудбалске федерације и ентитете који нису чланови Фифе.
Основана је 12. децембра 2003. НФ борд је аполитична организација са циљем промовисања спортских догађаја. Прво светско првенство под покровитељством НФ борда (Viva World Cup) одиграно је у Окситанији у новембру 2006. године. Победник је била репрезенатција Лапоније која је у финалу победила Монако резултатом 21:0.
Покретач и тренутни генерални секретар НФ борда је Лук Мисон. Међу члановима НФ Борда (од укупно 53) су репрезентације Западне Сахаре, Монака, Северног Кипра, Тибета, Занзибара, Чеченије, Гренланда, репрезентација Рома, а од 23. марта 2006. у статус чланице примљена је и Виртуелна Слободна Држава Ријека.